# Alexander Burnes

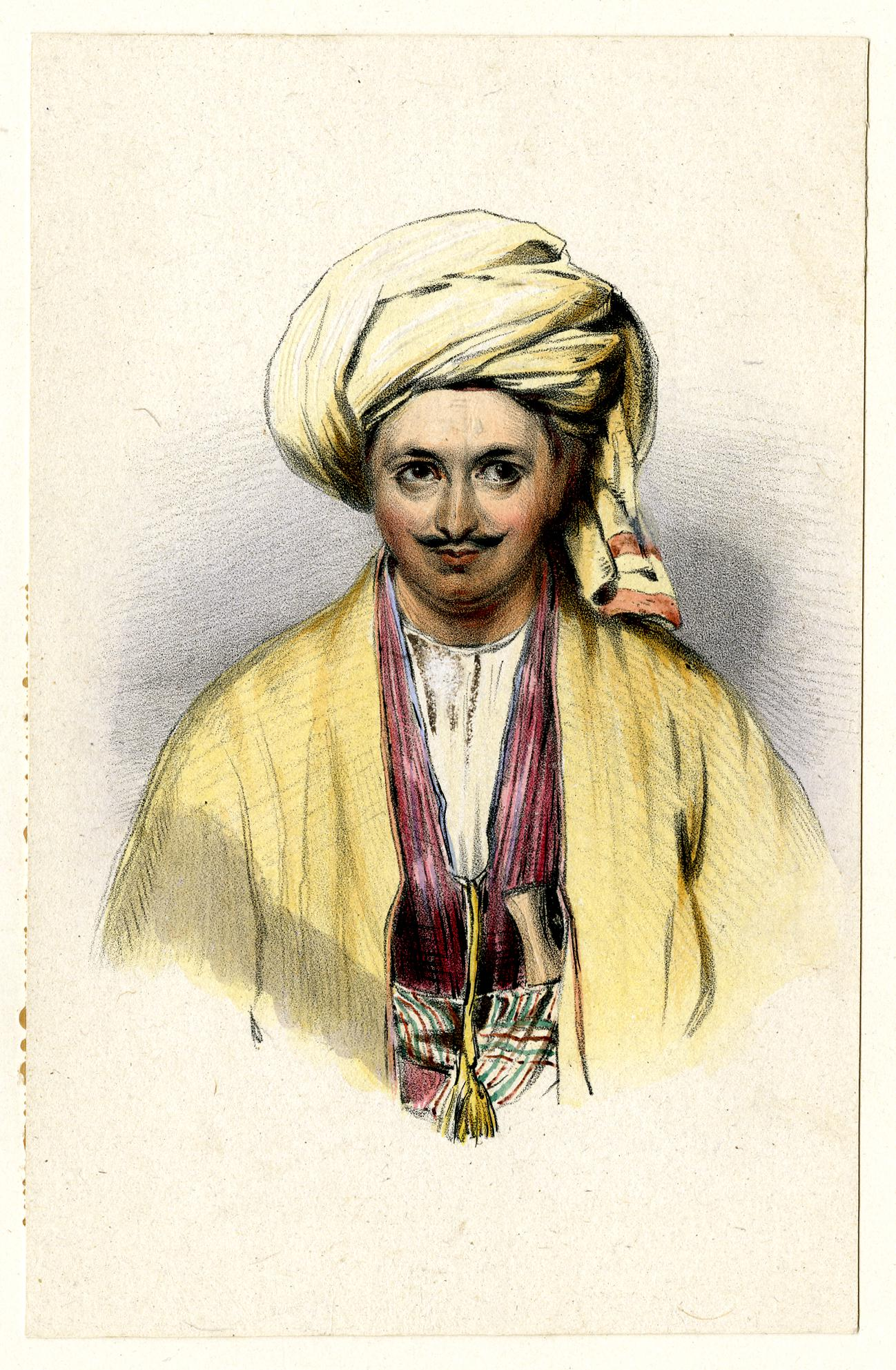
Sir Alexander Burnes in orientalischer Kleidung

Sir Alexander Burnes (genannt „Bokhara Burnes“; * 16. Mai 1805 in Montrose; † 2. November 1841 in Kabul) war ein britischer Entdeckungsreisender, Reiseschriftsteller und Diplomat. Er spielte eine wichtige Rolle im Great Game und im Ersten Anglo-Afghanischen Krieg. Seine Buch Travels into Bokhara war zum Zeitpunkt der Erscheinung ein Bestseller. Durch seine publizierten Beschreibungen gilt er als moderner Entdecker der Buddha-Statuen von Bamiyan im heutigen Afghanistan.

## Leben
Alexander Burnes wurde als Sohn des späteren Provost von Montrose James Burnes geboren. Er war ein Cousin des schottischen Nationaldichters Robert Burns. Im Alter von 16 Jahren trat Burnes in die Armee der Britischen Ostindien-Kompanie. In Indien lernte er Hindustani und Persisch und wurde 1822 als Übersetzer in Surat eingesetzt. 1826 wurde er nach Kachchh versetzt, wo sein Interesse für Geschichte und Geographie der Region der North West Frontier und der dahinter liegenden, durch die Briten kaum erforschten, Länder geweckt wurde. 

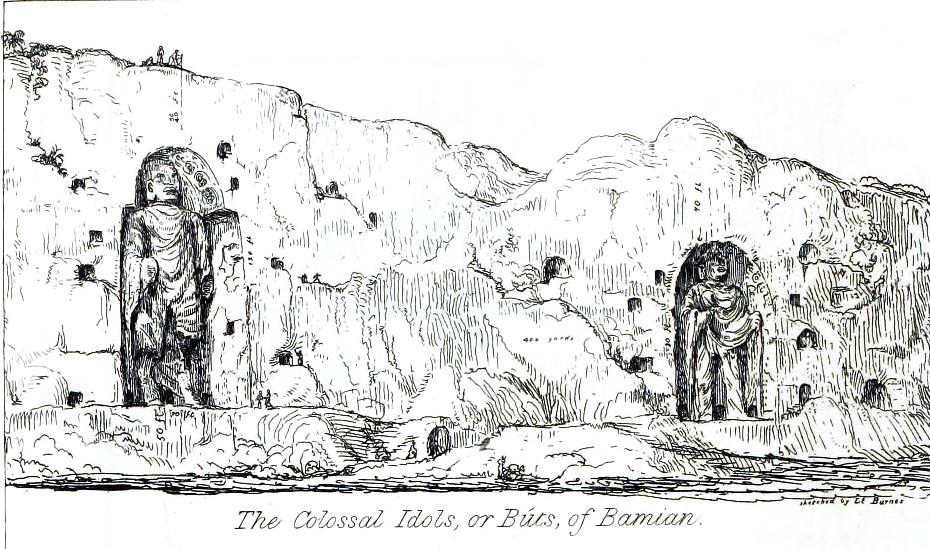
Alexander Burnes' Zeichnung der Kolossalstatuen von Bamiyan

In den folgenden Jahren unternahm er Reisen durch Indien, Afghanistan, Persien und bis nach Buchara. Seiner Reise nach Buchara verdankte er seinen Spitznamen „Bokhara Burnes“. Auf seinen Reisen kam er 1832 auch an den kolossalen Buddha-Statuen von Bamiyan vorbei, die er durch mangelndes Vorwissen als Mann und Frau interpretierte. Seine Beschreibung der Statuen veröffentlichte das Journal of the Asiatic Society of Bengal im November 1833. Im Jahr 1834, nach seiner Rückkehr nach England, veröffentlichte Burnes das Werk Travels into Bokhara über seine Reisen, welches damals sehr populär wurde. 

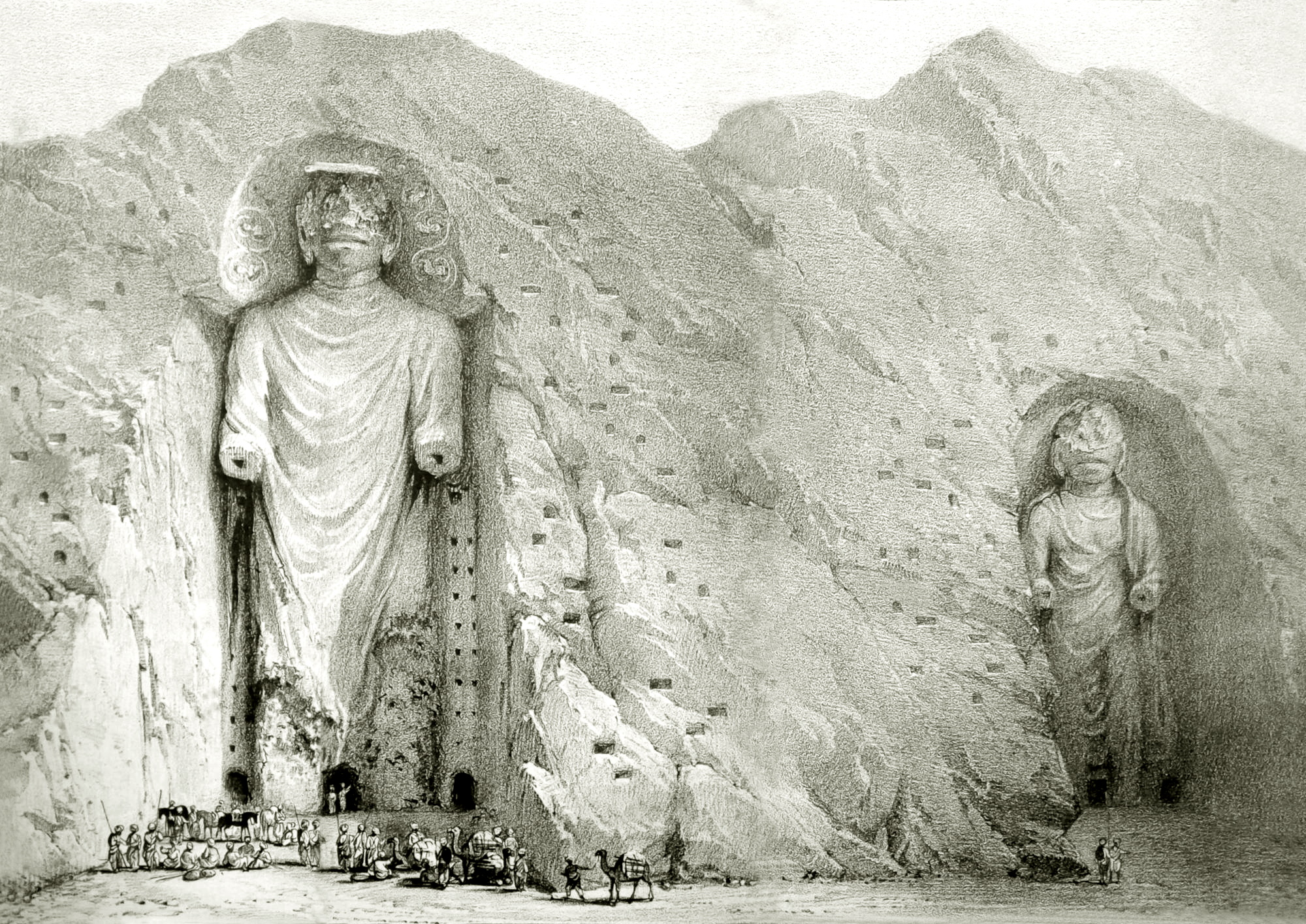
Die Buddhas von Bamiyan nach der Zeichnung von Al. Burnes

Burnes wurde 1836 in einer politischen Mission zu Dost Mohammed, dem Herrscher von Afghanistan, nach Kabul entsandt. Dort traf er auf den russischen Leutnant Jan Wiktorowitsch Witkewitsch. Dessen Aufgabe war die Fortsetzung der 1835 begonnenen Annäherung Afghanistans an Russland. Burnes riet dem britischen Generalgouverneur von Indien, Baron Auckland, Dost Mohammed zu unterstützen. Dieser entschied sich aber, der Meinung William Macnaghtens zu folgen und den früheren Herrscher Schah Schudscha wieder einzusetzen. Dies führte zur Abreise von Burnes aus Kabul und schließlich zum Ersten Anglo-Afghanischen Krieg. 1838 wurde Burnes als Knight Bachelor geadelt.
Nach dem Einmarsch der britischen Armee in Afghanistan wurde Burnes politischer Agent in Kabul. Im Laufe des Jahres 1841 kam es zu Unruhen im Land. Genährt wurden diese von der Reduzierung der Zahlungen der neuen britischen Regierung Peel an die einheimischen Stammesfürsten und dem ausschweifenden Leben einiger britischer Offiziere, allen voran Alexander Burnes. Afghanische Freischärler griffen britische Außenposten an und in Kabul versammelte sich am 2. November 1841 eine Menschenmenge vor Burnes Haus. Bei dem Versuch, zu fliehen wurde er entdeckt und ermordet. Die britische Garnison unterließ es, ihm zu Hilfe zu kommen, und die einheimischen Truppen flohen vor der aufgebrachten Menge. Die Untätigkeit der Briten führte zu einem allgemeinen Aufstand, der zum katastrophalen Rückzug von General Elphinstone aus Kabul führte, in dem dessen Armee vollständig vernichtet wurde.

## Publikationen
- Travels into Bokhara. Being an account of a Journey from India to Cabool, Tartary and Persia. Also, narrative of a Voyage on the Indus from the Sea to Lahore (London: John Murray). 1834. 3 Vols.
- Reisen in Indien und nach Bukhara. 2 Bände. Stuttgart und Tübingen, Cotta 1835–1836 (Reisen und Länderbeschreibungen der älteren und neuesten Zeit) Digitalisate: I, II
- Cabool. Being a Personal Narrative of a Journey to, and Residence in that City in the years 1836, 7, and 8 (London: John Murray). 1842. (posthum)
- Kabul. Schilderung einer Reise nach dieser Stadt und des Aufenthaltes daselbst, in den Jahren 1836, 1837 und 1838. Aus dem Englischen von Theodor Oelckers. T. O. Weigel, Leipzig 1843. MDZ Reader